# 杉本直治郎
杉本 直治郎（すぎもと なおじろう、1890年（明治23年）2月18日 - 1973年（昭和48年）9月3日）は日本の歴史学者・東洋学者（専攻:南海史・東西交渉史）。広島大学名誉教授。号は「南翁」（なんおう）。

## 経歴
滋賀県生まれ。滋賀県師範学校卒業後しばらく教職に就き、広島高等師範学校を経て京都帝国大学に入学、文学部で桑原隲蔵に師事した。
京都帝大卒業後の1929年、広島文理科大学教授となる。在任中の1945年8月6日、原爆投下により爆心地から1.7kmの段原町（現・広島市南区）の自宅で妻とともに被爆するも九死に一生を得る（その後広島市によって編纂された『原爆体験記』に「原爆に遭った日」を寄稿）。戦後の1953年、広島文理大が新制に移行した広島大学の教授となる。
広島大学退官後、広島文教女子大学教授となり、1973年に京都市左京区一乗寺の自宅にて狭心症により死去（享年83）。法名は「慈光院興学直道居士」。

## 業績
東西交渉史を中心とする「南海」地域の歴史を研究し、戦後日本における東南アジア史研究の先駆者の一人となった。東南アジア史・東西交渉史を中心とした旧蔵の資料は広島大学附属図書館に寄贈され「杉本文庫」として公開されている。

## 著書
単著
- 『阿倍仲麻呂伝研究:朝衡伝考』 育芳社、1940年
- 『東南アジア史研究』 日本学術振興会、1956年
- 『真如親王伝研究:高丘親王伝考』 吉川弘文館、1965年

共著
- （金永鍵：共著） 『印度支那に於ける邦人発展の研究 : 古地図に印されたる日本河に就いて』 冨山房、1942年